# Аннабель Candy Company
Цукеркова компанія Annabelle, також відома як Аннабель, що знаходиться в Гейварді, Каліфорнія, США, славиться виробленням цукерок. Компанія була заснована в Сан-Франциско, штат Каліфорнія в 1950 році російським іммігрантом Семом Альтшулером, який назвав компанію на честь своєї доньки. Компанія виробляє десять видів продукції, найбільш популярним видом якої є шоколадка Rocky Road, (яка має смак зефіру, шоколаду, і кеш’ю) яка входить у число 35–40 найбільш продаваних шоколадних батончиків на західному узбережжі Сполучених Штатів.
Компанія переїхала на своє нинішнє місце в Гейвард, Каліфорнія в 1965 році У 1972 році, Annabelle Candy Company придбала Golden Nugget Company і в 1978 Cardinet Candy Company додала такі види цукерок як the Big Hunk, Look, U-NO and Abba Zaba до своєї лінії продукції.

## Продукція

### Rocky Road Original
Rocky Road® це хрустка, шоколадна плитка, в якій поєднується смак зефіру з класичними нотами морозива.

### Rocky Road Dark
Rocky Road Dark Chocolate® всередині з пухнастим зефіром,покритим смаженими горіхами кеш'ю і шаром вишуканого темного шоколаду ручної роботи.

### Rocky Road Mint
Rocky Road Mint® зефір зі смаком м’яти, хрусткий крекер та свіжі смажені горішки кеш’ю. Все це покрито чорним шоколадом ручної роботи.

### Rocky Road S'MORES
Rocky Road S’Mores® зефір зі смаком м’яти, хрусткий крекер та свіжі смажені горішки кеш’ю. Все це покрито молочним шоколадом ручної роботи.

### Big Hunk
Big Hunk® жувальна, підсолоджена медом нуга з цілим смаженим арахісом.

### Abba-Zaba Original
Abba-Zaba® жувальний ірис, начинений вершковим арахісовим маслом.

### U-NO
U-NO® лагідний молочний шоколод з трюфелем та меленим мигдалем.

### LOOK!
LOOK!® шоколад з жувальною нугою та цілим смаженим арахісом.